# 郭华东
郭华东（1950年10月—），中国地球科学家。出生于江苏丰县。中国科学院对地观测与数字地球科学中心研究员。1977年毕业于南京大学地球科学系，1981年获中国科学院研究生院硕士学位，2009年被澳大利亚科庭大学授予荣誉科学博士学位。2011年当选为中国科学院院士。2018年1月，当选第十三届全国政协委员。